# Margret Rey
Margret Rey   (Hamburg, 16 de maig de 1906 - Cambridge, 21 de desembre de 1996) (nascuda Margarete Elisabeth Waldstein) va ser una escriptora i il·lustradora estatunidenca d'origen alemany, coneguda millor per la sèrie de llibres il·lustrats per a nens Jordi el Curiós que ella i el seu marit H. A. Rey van crear entre 1939 i 1966.

## Biografia
Margarete Elisabeth Waldstein va néixer el 16 de maig de 1906 a Hamburg (Imperi Alemany), filla de Gertrude (Rosenfeld) i Felix Waldstein. El seu pare era membre del Reichstag. Va estudiar art a la Bauhaus de Dessau, a la Kunstakademie de Düsseldorf i a la Universitat de Múnic entre 1926 i 1928, i després va treballar en publicitat. El 1935 va marxar d'Alemanya cap a Rio de Janeiro (al Brasil), per fugir del nazisme (Alemanya nazi) i per conèixer Hans Reyersbach, un venedor i un altre jueu alemany d'Hamburg, que havia estat amic de la família. Es van casar el 1935 i es van traslladar a París (França), el 1936.
Mentre estava a París, els dibuixos d'animals de Hans van cridar l'atenció d'un editor francès, que li va encarregar que escrivís un llibre infantil. El resultat, Rafi et les 9 singes (Rafi i els 9 micos), és poc recordat avui en dia, però un dels seus personatges, un mico adorablement maliciós anomenat Jordi el Curiós, va tenir tant èxit que la parella es va plantejar escriure un llibre només sobre ell. El seu treball es va interrompre amb l'esclat de la Segona Guerra Mundial. Com a jueus, els Reis van decidir fugir de París abans que els nazis s'apoderessin de la ciutat. Hans va construir dues bicicletes i van fugir de París poques hores abans que caigués. Entre les escasses possessions que van portar amb ells hi havia el manuscrit il·lustrat de Jordi el Curiós.
L'odissea dels Reis els va portar a la frontera entre França i Espanya per entrar a Espanya, on van comprar bitllets de tren a Lisboa (Portugal). D'allà van tornar al Brasil, on s'havien conegut cinc anys abans, però aquesta vegada van continuar cap a la ciutat de Nova York (Estats Units d'Amèrica). Els llibres van ser publicats per Houghton Mifflin el 1941, tot i que es van haver d'introduir alguns canvis a causa de la tecnologia de l'època. Hans i Margret originalment van planejar utilitzar aquarel·les per il·lustrar els llibres, però com que eren responsables de la separació de colors, els va canviar per les imatges de dibuixos animats que continuen apareixent en cadascun dels llibres. L'any 1998 es va publicar una edició de col·leccionista amb les aquarel·les originals.

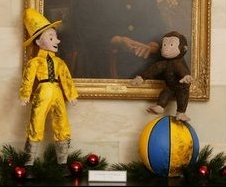
Jordi el Curiós i l'home del barret groc

Jordi el Curiós va tenir un èxit instantani, i els Reis van rebre l'encàrrec d'escriure més aventures del mico entremaliat i el seu amic Ted, l'home del barret groc. Van escriure set històries en total, amb Hans fent principalment les il·lustracions i la Margret treballant sobretot en les històries, tot i que tots dos van admetre que compartien el treball i cooperaven plenament en cada etapa del desenvolupament. Però al principi, el nom de Margret va quedar fora de la portada, aparentment perquè hi havia un excés de dones que ja escrivien novel·la infantil. En edicions posteriors, això es va corregir, i ara Margret rep tot el crèdit pel seu paper en el desenvolupament de les històries.
Margret i el seu marit es van traslladar a Cambridge, Massachusetts, el 1963, en una casa propera a la plaça de Harvard. Després de la mort del seu marit el 1977, Margret va continuar escrivint i el 1979 es va convertir en professora d'escriptura creativa a la Universitat de Brandeis a Waltham, Massachusetts. Des de 1980 va col·laborar amb Alan Shalleck en una sèrie de curtmetratges amb Jordi el Curiós i en més de dues dotzenes de llibres addicionals.
L'any 1989 Margret Rey va fundar la Curious George Foundation (Fundació Jordi el Curiós) per ajudar els nens creatius i prevenir la crueltat cap als animals. El 1996, va fer importants donacions a la Biblioteca Pública de Boston i al Centre Mèdic Beth Israel Deaconess. També va ser una defensora de l'Escola de Música de Longy.
Rey va morir d'un atac de cor el 21 de desembre de 1996 a Cambridge, Massachusetts.

## Recol·lecció de documents
La Col·lecció de literatura infantil de Grummond a Hattiesburg, Mississipi, conté més de 300 caixes de documents de Rey datats entre 1973 i 2002.
La Dra. Lena Y. de Grummond, professora del camp de la biblioteconomia a la Universitat del Sud de Mississipi, va contactar amb els Reys el 1966 sobre la nova col·lecció de literatura infantil de la USM. H. A. i Margret van donar un parell d'esbossos en aquell moment. Quan Margret Rey va morir l'any 1996, el seu testament va designar que tot el patrimoni literari dels Reys seria donat a la Col·lecció de Grummond.